# IC 2470
IC 2470 је спирална галаксија у сазвјежђу Лав која се налази на листи објеката дубоког неба у Индекс каталогу.
Деклинација објекта је + 23° 21' 41" а ректасцензија 9h 25m 41,2s. Привидна величина (магнитуда) објекта IC 2470 износи 14,7 а фотографска магнитуда 15,5. IC 2470 је још познат и под ознакама CGCG 121-88, PGC 26730.